# Gavro Vuković
Gavro Vuković (na crnogor. ćiril. Гавро Вуковић 1852. — 1928.) dugogodišnji ministar vanjskih poslova Knjaževine Crne Gore.
Sin je Miljana Vukova, crnogorskog glavara iz plemena Vasojevići.
Nakon prisajedinjenja Kraljevine Crne Gore Srbiji 1918. bio simpatizer oporbene Crnogorske stranke.